# Nicolas Pinel
Pour les articles homonymes, voir Pinel.
Nicolas Pinel (?-1655) dit « Lafrance » est un marchand français qui fut l'un des pionniers de la Nouvelle-France.
C'est le fils de Jean Pinel et de Thomasse de La Haye de Campagnolles (Normandie).
Il se marie à La Rochelle le 29 septembre 1630 et y fait baptiser quatre enfants entre 1631 et 1636.
Le 5 avril 1645, toujours à La Rochelle, Nicolas s’engagea à aller travailler pendant trois ans à Port-Royal en Acadie, en tant que scieur de long et charpentier de grosses œuvres.
Nicolas laissait en France sa femme, Madeleine Maraut, et ses enfants. A l’expiration de son engagement, Pinel ne retourna pas en France.
La famille Pinel arrive en fait à Québec après la fin de l’engagement de Nicolas à Port-Royal, quelque part donc entre 1648 et 1650.
On le retrouve à Québec où, le 16 septembre 1650, il s’engage envers Anne Gasnier (1611 - 1698) à faire valoir sa terre de Monceaux durant deux ans.
Bien que fermier d’Anne Gasnier, Nicolas Pinel possède en propre, probablement depuis 1651, une terre près de la rivière du Cap Rouge.
Le 27 avril 1651, il est attaqué avec son fils Gilles Pinel par deux Iroquois.
Et le 23 janvier 1652, il acquiert des jésuites une nouvelle terre sur le bord du fleuve à Sillery.
Il mourut à l’hôpital Hôtel Dieu de Québec le 18 septembre 1655 de blessures causées par une arquebuse.
Les Pinel et un grand nombre de Lafrance du Canada descendent de Nicolas Pinel et de Madeleine Maraud.
Une rue et un parc de Québec dans l'arrondissement Sainte-Foy–Sillery porte le nom de Nicolas-Pinel en son honneur.